# Jason Douglas
Pour les articles homonymes, voir Douglas.
Jason Douglas est un acteur américain né le 14 février 1973 en Arkansas.

## Filmographie

### Cinéma
- 1985 : Dan et Danny : Affair on Nolandia : voix additionnelles
- 1987 : Dan et Danny : Project Eden : le PDG
- 1990 : Dan et Danny : Flight 005 Conspiracy : Chef Gooley
- 1996 : Gamera 2: Attack of Legion : plusieurs personnages
- 1996 : Slayers Return : Galev
- 1998 : Nadesico: Prince of Darkness : Genichiro Tuskiomi
- 1998 : Spriggan : voix additionnelles
- 1999 : Gamera 3: The Revenge of Iris : Kurata Shinya
- 2000 : Red Ink : B.J.
- 2000 : Sin: The Movie : plusieurs personnages
- 2002 : Yeseuteodei : Goliath
- 2003 : Le Secret des frères McCann
- 2004 : Le Nouvel Angyo Onshi : Munsu
- 2004 : Appleseed : Uranus
- 2004 : Lady Death : plusieurs personnages
- 2005 : Sin City : un tueur à gages
- 2005 : Fullmetal Alchemist: Conqueror of Shamballa : Rudolf Hess
- 2006 : A Scanner Darkly : le nouveau manager de la ferme
- 2006 : Ghost Train : Kawamura
- 2007 : Prémonitions : le médecin des urgences
- 2007 : No Country for Old Men : le taxi au motel
- 2007 : Planète Terreur : Lewis
- 2007 : Vexille : Saito
- 2007 : The Bracelet of Bordeaux : le costumier
- 2008 : Alamo Gold : un pêcheur
- 2009 : Tales of Vesperia: First Strike : Alexei
- 2010 : Machete : un patrouilleur
- 2012 : Mass Effect: Paragon Lost : Archuk
- 2013 : Houston : Ringer
- 2013 : Infiltré : Wayne
- 2013 : Dragon Ball Z: Battle of Gods : Beerus
- 2013 : Ghost in the Shell: Arise : Paz
- 2013 : Parkland : Ken Howe
- 2014 : Two Step : Duane
- 2014 : Men, Women and Children : Ray Beltmeyer
- 2015 : Dragon Ball Z : La Résurrection de ‘F’ : Beerus
- 2015 : Ghost in the Shell: The New Movie : Paz
- 2016 : Last Man Club : Détective Coats
- 2016 : Jack Reacher: Never Go Back : le shérif
- 2017 : Osprey : Chris Freeman
- 2017 : Patriot Act : Mikhail

### Télévision
- 1983 : The Super Dimension Fortress Macross : Hayao Kakizaki
- 1986-1987 : Les Chevaliers du Zodiaque : La Légende du Sanctuaire : Hyoga (42 épisodes)
- 1987 : Dan et Danny : Gooley
- 1995-1996 : Sorcerer Hunters : Marron Glacé (4 épisodes)
- 1995-1996 : Street Fighter II: V : Ken Masters (29 épisodes)
- 1996-1997 : Martian Successor Nadesico : voix additionnelles (10 épisodes)
- 1998 : Bubblegum Crisis: Tokyo 2040 : Leon (3 épisodes)
- 1998 : New Cutey Honey : Maire Light (3 épisodes)
- 1998-1999 : Gasaraki : Kiyotsugu Gowa et autres personnages (16 épisodes)
- 1998-1999 : Majutsushi Orphen : un enfant (3 épisodes)
- 1999 : AD Police : Hans Kleif
- 1999-2000 : Steel Angel Kurumi : plusieurs personnages (14 épisodes)
- 1999-2001 : Excel Saga : Il palazzo (25 épisodes)
- 2000 : Saiyuki : Homura
- 2001 : Prétear : Kaoru
- 2001 : Gals! : Tatsuki Kuroi (15 épisodes)
- 2001 : Noir : le père d'Henri et le procureur général (26 épisodes)
- 2002 : Abenobashi Magical Shopping Street : Mlle Aki
- 2002 : Azumanga daioh : le chat
- 2002 : Full Metal Panic! : Guen Bien Bo et autres personnages (24 épisodes)
- 2002 : RahXephon : Masaru Gomi et le capitaine de l'équipe (15 épisodes)
- 2003 : Peace Maker : Sanosuke Harada (5 épisodes)
- 2003 : L'Odyssée de Kino : le poète (4 épisodes)
- 2003 : D.N.Angel : Détective Saehara
- 2003 : Divergence Eve : Jean-Luc Le Blanc (8 épisodes)
- 2003 : Full Metal Panic? Fumoffu : Fujisaki, Iori Mizuhoshi et Koichi (14 épisodes)
- 2003-2004 : Kaleido Star : Chikara Naegino, M. Kenneth et autres personnages (51 épisodes)
- 2003-2004 : Cromartie High School : Takeshi Hokuto et Bushiko Hokuto (14 épisodes)
- 2003-2004 : Chrno crusade : Père Ewan Remington (21 épisodes)
- 2004 : Mezzo DSA : Harada (13 épisodes)
- 2004 : Gravion : Klein Sandman (12 épisodes)
- 2004 : Madlax : Maclay Martini
- 2005 : Xenosaga : Ziggurat 8 (1 épisode)
- 2005 : Tsukuyomi - Moon Phase : Yayoi (8 épisodes)
- 2005 : Trinity Blood : Wordsworth (1 épisode)
- 2005 : Into the West : Tom Cooper (1 épisode)
- 2005-2006 : The Guyver: Bio-Booster Armor : Inspecteur Risker (5 épisodes)
- 2006 : Thief : Officier Charles (1 épisode)
- 2006 : Prison Break : un patrouilleur (1 épisode)
- 2006 : Air Gear : Magaki, Yoshitsune et autres personnages (15 épisodes)
- 2006 : 009-1: The End of the Beginning : le directeur (1 épisode)
- 2006 : The Lost Room : Anthony (3 épisodes)
- 2007 : Devil May Cry : voix additionnelles (1 épisode)
- 2007 : D.Gray-man : Yang (1 épisode)
- 2008 : Rosario + Vampire : Kuyo (13 épisodes)
- 2008 : Les Aventures de Flynn Carson : Le Secret de la coupe maudite : Ivan
- 2008-2009 : Soul Eater : Joe Buttataki (12 épisodes)
- 2009-2010 : Fullmetal Alchemist : Miles et autres personnages (18 épisodes)
- 2009-2014 : Dragon Ball Z Kai : King Cold et South Kai (6 épisodes)
- 2010 : The Good Guys : Lucas O'Neill (1 épisode)
- 2010 : Black Butler 2 : Claude Faustus (10 épisodes)
- 2010 : Chase : Norwood Hayes (1 épisode)
- 2011 : Level E : Capitaine Kraft (1 épisode)
- 2011 Deadman Wonderland : Azuma Genkaku (1 épisode)
- 2011-2013 : Breaking Bad : Détective Munn (3 épisodes)
- 2012 : Les Frères Scott : Darko (1 épisode)
- 2012 : Jormungand : Baldra (2 épisodes)
- 2012 : Longmire : Mason Vaughn (1 épisode)
- 2012 : Vegas : Stuart Mills (1 épisode)
- 2012 : Code: Breaker : Daisuke
- 2013 : Dallas : le chef d'équipe et Erik Allen (2 épisodes)
- 2013 : Red Data Girl : Shingo Nonomura (3 épisodes)
- 2013 : Revolution : Garrett (5 épisodes)
- 2013-2015 : Nashville : Dashell Brinks (7 épisodes)
- 2013-2017 : L'Attaque des Titans : Miche Zacharius (6 épisodes)
- 2014 : Space Dandy : voix additionnelles (1 épisode)
- 2014 : Star-Crossed : Nox (2 épisodes)
- 2014 : Une nuit en enfer : Warren Pritchard (2 épisodes)
- 2014 : Warren Jeffs : Le Gourou polygame : Roy Hodges
- 2015 : Night Shift : M. Harrison (1 épisode)
- 2015 : Parasite : Goto (9 épisodes)
- 2015 : American Crime : Hess (1 épisode)
- 2015-2016 : Dragon Ball Super : Beerus (48 épisodes)
- 2015-2018 : The Walking Dead : Tobin (23 épisodes)
- 2016 : Second Chance : l'interviewer du FBI (1 épisode)
- 2016-2017 : RWBY : Jacques Schnee (6 épisodes)
- 2017 : Attack on Titan : Miche Zacharius (1 épisode)
- 2017 : The Leftovers : Jed (1 épisode)
- 2019 : Prince Adventures : Kami (1 épisode)
- 2021 : Cruel Summer : Nick Marshall (4 épisodes)

## Jeux vidéo
- 2002 : Unlimited Saga : Nuage
- 2003 : Deus Ex: Invisible War : Sid Black
- 2011 : Duke Nukem Forever : les hommes
- 2011 : The Gunstringer : voix additionnelles
- 2011 : Dragon Ball Z: Ultimate Tenkaichi : Hero
- 2012 : Borderlands 2 : Krieg
- 2013 : Aliens: Colonial Marines : Capitaine Jeremy Cruz
- 2014 : Dragon Ball Z: Battle of Z : Beerus
- 2014 : Smite : Ares